# Rockstedt bei Zeven

Ehemaliges Gemeindewappen von Rockstedt

Rockstedt (niederdeutsch Rockst) ist ein Ortsteil der niedersächsischen Gemeinde Ostereistedt mit etwa 400 Einwohnern und liegt im Südwesten der Samtgemeinde Selsingen.

## Geographie
Rockstedt liegt auf einem leichten Höhenzug an der Oste, deren Pegel hier für die Sperre des Ostesperrwerks bei Neuhaus herangezogen wird. Die Gemarkung Rockstedt umfasst rund 1400 ha. Der Ort ist stark landwirtschaftlich geprägt.

## Geschichte
Der Name von Rockstedt kann verschieden gedeutet werden. Die eine Variante besagt, dass der Name auf ein Kolk- oder Wodansrabendorf hinweist (von „de Rook“ = Kolkrabe). Andererseits könnte der Name auch eine Roggen- oder Fruchtstätte bezeichnen.
Urkundlich wurde Rockstedt zum ersten Mal 1153 erwähnt. Damals schenkte der Bischof Hermann von Verden den Zehnten in Anderlingen und Rocstede der Verdener Domgeistlichkeit. Urgeschichtliche Funde von Siedlungen, Gräbern sowie Gegenständen aus Feuerstein, Metall und Ton deuten jedoch darauf hin, dass eine Besiedlung der Oste-Region in und um Rockstedt bereits vor Jahrtausenden stattfand.
Am 1. März 1974 wurde Rockstedt in die Nachbargemeinde Ostereistedt eingegliedert. Seit dem 1. August 1977 gehört der Ort dem Landkreis Rotenburg (Wümme) an.